# Myslavský potok
 (signalé en août 2025).
Si vous disposez d'ouvrages ou d'articles de référence ou si vous connaissez des sites web de qualité traitant du thème abordé ici, merci de compléter l'article en donnant les références utiles à sa vérifiabilité et en les liant à la section « Notes et références ».
- Archive Wikiwix
- Bing
- Cairn
- DuckDuckGo
- E. Universalis
- Gallica
- Google
- G. Books
- G. News
- G. Scholar
- Persée
- Qwant
- (zh) Baidu
- (ru) Yandex
- (wd) trouver des œuvres sur Wikidata

Myslavský potok ou ruisseau de Myslava est un affluent droit de la rivière Hornád dans le bassin du Danube, en Slovaquie. 

## Géographie
La source se situe dans les Monts métallifères slovaques à une altitude de 760 m. Il rejoint l'Hornád après 19,5 km en amont du quartier de Košice, Nad jazerom.

## Communes traversés
- Hýľov, Nižný Klátov, Košice, Quartier:
  - Myslava, Luník IX, Juh, Barca, Nad jazerom.